# Trespass (court métrage)
Pour les articles homonymes, voir Trespass.
Pour plus de détails, voir Fiche technique et Distribution.
Trespass (littéralement Intrustion) est un court métrage d'animation autrichien réalisé par Paul Wenninger, sorti en 2012.
Il remporte la mention pour un premier film lors du festival d'Annecy 2013.

## Synopsis
Le réalisateur effectue une sorte de tour du monde sans quitter son domicile.

## Fiche technique
- Titre : Trespass
- Réalisation : Paul Wenninger
- Scénario : Paul Wenninger
- Musique : Nuk Hummer
- Animation : Martin Music
- Producteur : Gérald Weber
- Production : Sixpack Film
- Distribution : Sixpack Film
- Pays d'origine :  Autriche
- Durée : 11 minutes
- Date de sortie : 
  -  Autriche : 2012
  -  France : 10 juin 2013

## Distinctions
Lors de l'édition 2013 du festival international du film d'animation d'Annecy, le film reçoit la mention pour un premier film.
Il est lauréat du Grand Prix des Sommets du cinéma d'animation (Québec–Montréal) en 2013.